# Gapeau
Gapeau – rzeka w południowej Francji o długości 42,7 km, przepływająca w całości przez departament Var.
Źródła znajdują się w pobliżu miejscowości Signes, u stóp masywu Sainte-Baume. Od Solliès-Pont płynie szeroką doliną, a następnie zakręca na wschód i płynie na skrajem Massif des Maures. Gapeau uchodzi do Zatoki Hyères, między Hyères i La Londe-les-Maures, na zachód od salin w les Salins d'Hyères.